# Pygopleurus angulatus
Pygopleurus angulatus är en skalbaggsart som beskrevs av Leon Fairmaire 1884. Pygopleurus angulatus ingår i släktet Pygopleurus och familjen Glaphyridae. Inga underarter finns listade i Catalogue of Life.